# Joseph Frieberth
Pour les articles homonymes, voir Frieberth.
Johann Joseph Frieberth (également Friebert ou Fribert) (né le 4 décembre 1724 à Gnadendorf, Basse-Autriche; décédé le 6 août 1799 à Passau) est un compositeur et maître de chapelle autrichien.

## Biographie
Joseph Frieberth, dont les frères Thomas et Karl étaient aussi musiciens, a occupé pendant plus de trente ans le poste de kapellmeister à Passau et a servi les évêques Leopold Ernst von Firmian et Joseph Franz Anton von Auersperg. Les deux lui ont offert les moyens pour entretenir un orchestre de 24 musiciens.

## Œuvres
Frieberth a composé surtout de la musique sacrée, mais aussi des singspiel et des opéras principalement pour la cour des évêques de Passau.
Singspiele
- Das Serail oder Die unvermuthete Zusammenkunft in der Sclaverey zwischen Vater, Tochter und Sohn, créé en 1777 à Wels. Ce singspiel a servi d'inspiration à Mozart pour son Zaide.
- Die Würkung der Natur, 1774, Château Batthyány
- Die beste Wahl oder Das von den Göttern bestimmte Loos, créé le 19 février 1778 à Nuremberg
- Adelstan und Röschen, créé le 4 janvier 1782 à Salzbourg

Opéras italiens (créés entre 1764 et 1774 à Passau)
- Il componimento
- Il natale di Giove, d'après Pietro Metastasio
- Dafne vendicata
- La Galatea
- La Zenobia, d'après Pietro Metastasio
- Angelica e Medoro

Oratorios
- Giuseppe riconosciuto, d'après Pietro Metastasio

## Source de la traduction
- (de) Cet article est partiellement ou en totalité issu de l’article de Wikipédia en allemand intitulé « Joseph Frieberth » (voir la liste des auteurs).